# Ichihara (Chiba)
Ichihara (市原市 Ichihara-shi?) es una ciudad localizada en Chiba, Japón.
A partir de 2006, la ciudad tiene una población de 280.178 y una densidad de 761 personas por km². La superficie total es de 368,20 km².
La ciudad fue fundada el 1 de mayo de 1963.

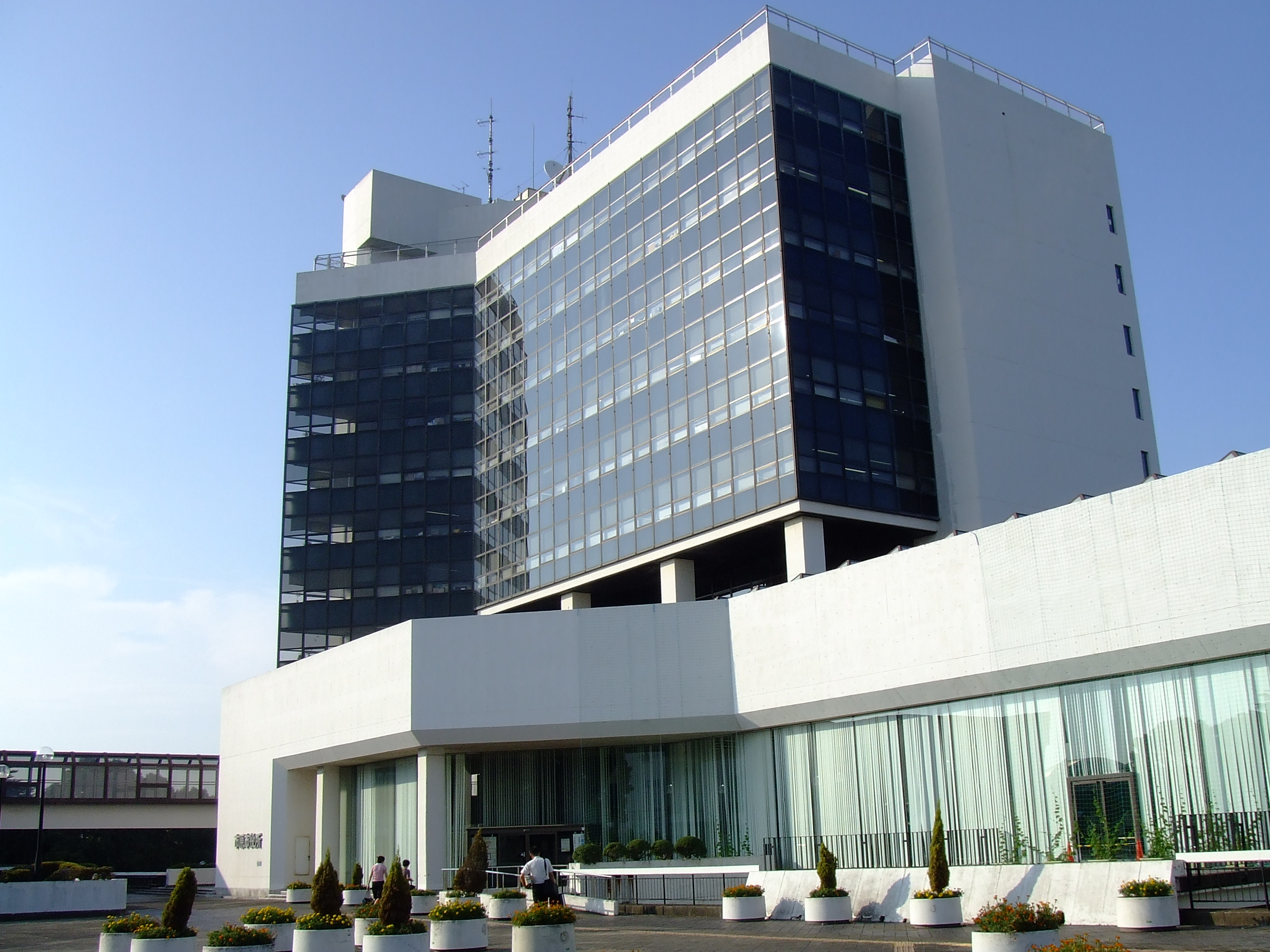
Ayuntamiento de Ichihara